# Piotrowice-Parcele
Piotrowice-Parcele  (też: Piotrowickie Parcele) – osada w Polsce położona w województwie wielkopolskim, w powiecie słupeckim, w gminie Słupca.
W latach 1975–1998 miejscowość administracyjnie należała do województwa konińskiego.
W 1934 roku osadę zamieszkiwało 116 osób.
Zobacz też: Piotrowice